# Franciaország a 2014. évi téli olimpiai játékokon
Franciaország az oroszországi Szocsiban megrendezett 2014. évi téli olimpiai játékok egyik részt vevő nemzete volt. Az országot az olimpián 12 sportágban 116 sportoló képviselte, akik összesen 15 érmet szereztek.

## Érmesek
| Érem  | Versenyző                                                                   | Sportág      | Versenyszám                  |
| ----- | --------------------------------------------------------------------------- | ------------ | ---------------------------- |
| Arany | Martin Fourcade                                                             | Biatlon      | Férfi 12,5 km üldözőverseny  |
| Arany | Martin Fourcade                                                             | Biatlon      | Férfi 20 km egyéni indításos |
| Arany | Jean Frederic Chapuis                                                       | Síakrobatika | Férfi krossz                 |
| Arany | Pierre Vaultier                                                             | Snowboard    | Férfi snowboard cross        |
| Ezüst | Steve Missillier                                                            | Alpesisí     | Férfi óriás-műlesiklás       |
| Ezüst | Martin Fourcade                                                             | Biatlon      | Férfi 15 km tömegrajtos      |
| Ezüst | Arnaud Bovolenta                                                            | Síakrobatika | Férfi krossz                 |
| Ezüst | Marie Martinod                                                              | Síakrobatika | Női félcső                   |
| Bronz | Alexis Pinturault                                                           | Alpesisí     | Férfi óriás-műlesiklás       |
| Bronz | Jean-Guillaume Béatrix                                                      | Biatlon      | Férfi 12,5 km üldözőverseny  |
| Bronz | Kévin Rolland                                                               | Síakrobatika | Férfi félcső                 |
| Bronz | Jonathan Midol                                                              | Síakrobatika | Férfi krossz                 |
| Bronz | Jean-Marc Gaillard Maurice Manificat Robin Duvillard Ivan Perrillat Boiteux | Sífutás      | Férfi 4 × 10 km váltó        |
| Bronz | Coline Mattel                                                               | Síugrás      | Női egyéni, normálsánc       |
| Bronz | Chloé Trespeuch                                                             | Snowboard    | Női snowboard cross          |

## Alpesisí
Férfi
| Versenyző                | Versenyszám            | 1. futam      | 1. futam      | 2. futam      | 2. futam      | Összesítés    | Összesítés    |
| Versenyző                | Versenyszám            | Idő           | Hely.         | Idő           | Hely.         | Idő           | Helyezés      |
| ------------------------ | ---------------------- | ------------- | ------------- | ------------- | ------------- | ------------- | ------------- |
| Guillermo Fayed          | Lesiklás               |               |               |               |               | 2:09,03       | 26.           |
| David Poisson            | Lesiklás               |               |               |               |               | 2:07,83       | 16.           |
| David Poisson            | Szuperóriás-műlesiklás |               |               |               |               | 1:19,74       | 17.           |
| Adrien Théaux            | Lesiklás               |               |               |               |               | 2:07,89       | 18.           |
| Adrien Théaux            | Szuperóriás-műlesiklás |               |               |               |               | 1:19,35       | 11.           |
| Johan Clarey             | Lesiklás               |               |               |               |               | nem ért célba | nem ért célba |
| Johan Clarey             | Szuperóriás-műlesiklás |               |               |               |               | 1:19,75       | 19.           |
| Thomas Mermillod Blondin | Szuperóriás-műlesiklás |               |               |               |               | 1:19,53       | 15.           |
| Alexis Pinturault        | Műlesiklás             | 47,78         | 8.            | nem ért célba | nem ért célba | kiesett       | kiesett       |
| Alexis Pinturault        | Óriás-műlesiklás       | 1:22,44       | 6.            | 1:23,49       | 2.            | 2:45,93       |               |
| Thomas Fanara            | Óriás-műlesiklás       | 1:22,41       | 4.            | 1:24,32       | 16.           | 2:46,73       | 9.            |
| Jean-Baptiste Grange     | Műlesiklás             | 47,47         | 5.            | nem ért célba | nem ért célba | kiesett       | kiesett       |
| Julien Lizeroux          | Műlesiklás             | 48,69         | 17.           | 55,63         | 14.           | 1:44,32       | 15.           |
| Steve Missillier         | Műlesiklás             | nem ért célba | nem ért célba | kiesett       | kiesett       | kiesett       | kiesett       |
| Steve Missillier         | Óriás-műlesiklás       | 1:22,58       | 10.           | 1:23,19       | 1.            | 2:45,77       |               |
| Mathieu Faivre           | Óriás-műlesiklás       | 1:23,53       | 22.           | 1:25,90       | 28.           | 2:49,43       | 24.           |

| Versenyző                | Versenyszám | Lesiklás | Lesiklás | Műlesiklás    | Műlesiklás    | Összesítés | Összesítés |
| Versenyző                | Versenyszám | Idő      | Hely.    | Idő           | Hely.         | Idő        | Helyezés   |
| ------------------------ | ----------- | -------- | -------- | ------------- | ------------- | ---------- | ---------- |
| Adrien Théaux            | Összetett   | 1:55,00  | 17.      | 53,66         | 17.           | 2:48,66    | 17.        |
| Alexis Pinturault        | Összetett   | 1:55,68  | 23.      | nem ért célba | nem ért célba | kiesett    | kiesett    |
| Thomas Mermillod Blondin | Összetett   | 1:56,23  | 27.      | nem ért célba | nem ért célba | kiesett    | kiesett    |

Női
| Versenyző             | Versenyszám            | 1. futam      | 1. futam      | 2. futam      | 2. futam      | Összesítés    | Összesítés    |
| Versenyző             | Versenyszám            | Idő           | Hely.         | Idő           | Hely.         | Idő           | Helyezés      |
| --------------------- | ---------------------- | ------------- | ------------- | ------------- | ------------- | ------------- | ------------- |
| Nastasia Noens        | Műlesiklás             | 53,81         | 5.            | 52,31         | 8.            | 1:46,12       | 7.            |
| Anémone Marmottan     | Műlesiklás             | 57,08         | 24.           | 51,88         | 5.            | 1:48,96       | 13.           |
| Anémone Marmottan     | Óriás-műlesiklás       | 1:19,69       | 9.            | 1:18,79       | 9.            | 2:38,48       | 8.            |
| Anne-Sophie Barthet   | Műlesiklás             | 56,99         | 23.           | 53,12         | 17.           | 1:50,11       | 18.           |
| Anne-Sophie Barthet   | Óriás-műlesiklás       | 1:20,71       | 17.           | 1:19,17       | 12.           | 2:39,88       | 14.           |
| Adeline Baud          | Műlesiklás             | 56,50         | 19.           | nem ért célba | nem ért célba | kiesett       | kiesett       |
| Adeline Baud          | Óriás-műlesiklás       | 1:21,49       | 22.           | 1:19,42       | 15.           | 2:40,91       | 22.           |
| Marion Bertrand       | Óriás-műlesiklás       | nem ért célba | nem ért célba | kiesett       | kiesett       | kiesett       | kiesett       |
| Marie Marchand-Arvier | Lesiklás               |               |               |               |               | nem ért célba | nem ért célba |
| Marie Marchand-Arvier | Szuperóriás-műlesiklás |               |               |               |               | nem ért célba | nem ért célba |

## Biatlon
Férfi
| Versenyző                                                          | Versenyszám            | Időeredmény   | Lövőhiba    | Helyezés |
| ------------------------------------------------------------------ | ---------------------- | ------------- | ----------- | -------- |
| Martin Fourcade                                                    | 10 km sprint           | 24:45,9       | 1 (1+0)     | 6.       |
| Martin Fourcade                                                    | 12,5 km üldözőverseny  | 33:48,6       | 1 (0+0+1+0) |          |
| Martin Fourcade                                                    | 15 km tömegrajtos      | 42:29,1       | 1 (1+0+0+0) |          |
| Martin Fourcade                                                    | 20 km egyéni indításos | 49:31,7       | 1 (0+1+0+0) |          |
| Jean-Guillaume Béatrix                                             | 10 km sprint           | 25:12,1       | 1 (1+0)     | 14.      |
| Jean-Guillaume Béatrix                                             | 12,5 km üldözőverseny  | 34:12,8       | 1 (0+0+1+0) |          |
| Jean-Guillaume Béatrix                                             | 15 km tömegrajtos      | 44:34,2       | 3 (0+0+2+1) | 17.      |
| Jean-Guillaume Béatrix                                             | 20 km egyéni indításos | 50:15,5       | 1 (0+0+0+1) | 6.       |
| Simon Fourcade                                                     | 10 km sprint           | 26:04,2       | 2 (1+1)     | 36.      |
| Simon Fourcade                                                     | 12,5 km üldözőverseny  | 35:15,0       | 1 (0+0+1+0) | 18.      |
| Simon Fourcade                                                     | 15 km tömegrajtos      | nem ért célba | 2 (2)       |          |
| Simon Fourcade                                                     | 20 km egyéni indításos | 51:29,9       | 2 (0+2+0+0) | 13.      |
| Simon Desthieux                                                    | 10 km sprint           | 26:18,2       | 2 (0+2)     | 46.      |
| Simon Desthieux                                                    | 12,5 km üldözőverseny  | 35:35,6       | 1 (0+0+1+0) | 21.      |
| Alexis Bœuf                                                        | 20 km egyéni indításos | 58:39,0       | 4 (1+1+1+1) | 82.      |
| Alexis Bœuf Jean-Guillaume Béatrix Simon Desthieux Martin Fourcade | 4 × 7,5 km váltó       | 1:13:46,4     | 0+7         | 8.       |

Női
| Versenyző                                                           | Versenyszám            | Időeredmény   | Lövőhiba      | Helyezés      |
| ------------------------------------------------------------------- | ---------------------- | ------------- | ------------- | ------------- |
| Anaïs Bescond                                                       | 7,5 km sprint          | 21:36,7       | 1 (1+0)       | 5.            |
| Anaïs Bescond                                                       | 10 km üldözőverseny    | 30:43,7       | 2 (0+0+1+1)   | 12.           |
| Anaïs Bescond                                                       | 12,5 km tömegrajtos    | 36:55,3       | 3 (0+0+3+0)   | 10.           |
| Anaïs Bescond                                                       | 15 km egyéni indításos | 45:34,0       | 2 (0+2+0+0)   | 5.            |
| Marie Dorin Habert                                                  | 7,5 km sprint          | 21:55,0       | 0 (0+0)       | 20.           |
| Marie Dorin Habert                                                  | 10 km üldözőverseny    | 30:53,6       | 1 (0+0+1+0)   | 14.           |
| Marie Dorin Habert                                                  | 15 km egyéni indításos | 49:06,5       | 4 (2+1+0+1)   | 39.           |
| Anaïs Chévalier                                                     | 7,5 km sprint          | 23:03,4       | 1 (0+1)       | 47.           |
| Anaïs Chévalier                                                     | 10 km üldözőverseny    | 34:14,5       | 1 (1+0+0+0)   | 44.           |
| Marie-Laure Brunet                                                  | 7,5 km sprint          | 23:27,4       | 0 (0+0)       | 56.           |
| Marie-Laure Brunet                                                  | 10 km üldözőverseny    | nem indult    | nem indult    | nem indult    |
| Marie-Laure Brunet                                                  | 15 km egyéni indításos | 47:13,6       | 0 (0+0+0+0)   | 17.           |
| Marine Bolliet                                                      | 15 km egyéni indításos | 48:12,1       | 2 (0+2+0+0)   | 26.           |
| Marie-Laure Brunet Marie Dorin Habert Anaïs Chevalier Anaïs Bescond | 4 × 6 km váltó         | nem ért célba | nem ért célba | nem ért célba |

Vegyes
| Versenyző                                                               | Versenyszám  | Időeredmény | Lövőhiba | Helyezés |
| ----------------------------------------------------------------------- | ------------ | ----------- | -------- | -------- |
| Marie Dorin Habert Anaïs Bescond Jean-Guillaume Béatrix Martin Fourcade | Vegyes váltó | 1:12:04,3   | 1+8      | 6.       |

## Bob
Férfi
| Versenyző                                                           | Versenyszám | 1. futam | 1. futam | 2. futam | 2. futam | 3. futam | 3. futam | 4. futam | 4. futam | Összesítés | Összesítés |
| Versenyző                                                           | Versenyszám | Idő      | Hely.    | Idő      | Hely.    | Idő      | Hely.    | Idő      | Hely.    | Idő        | Helyezés   |
| ------------------------------------------------------------------- | ----------- | -------- | -------- | -------- | -------- | -------- | -------- | -------- | -------- | ---------- | ---------- |
| Loïc Costerg* Romain Heinrich                                       | Kettes      | 57,44    | 19.      | 57,04    | 14.      | 57,65    | 22.      | 57,23    | 20.      | 3:49,36    | 18.        |
| Jérémy Baillard Jérémie Boutherin Thibault Godefroy* Vincent Ricard | Négyes      | 56,37    | 25.      | 56,27    | 24.      | 56,35    | 24.      | kiesett  | kiesett  | 2:48,99    | 21.        |
| Loïc Costerg* Romain Heinrich Elly Lefort Florent Ribet             | Négyes      | 55,82    | 18.      | 55,68    | 17.      | 55,91    | 15.      | 55,77    | 14.      | 3:43,18    | 15.        |

* – a bob vezetője

## Északi összetett
| Versenyző                                                            | Versenyszám        | Síugrás | Síugrás | Síugrás | Síugrás    | Sífutás | Összesítés | Összesítés |
| Versenyző                                                            | Versenyszám        | Táv     | Pont    | Hely.   | Időhátrány | Idő     | Idő        | Helyezés   |
| -------------------------------------------------------------------- | ------------------ | ------- | ------- | ------- | ---------- | ------- | ---------- | ---------- |
| François Braud                                                       | Normálsánc + 10 km | 95,0    | 113,5   | 24.     | +1:12      | 23:57,3 | 25:09,3    | 20.        |
| François Braud                                                       | Nagysánc + 10 km   | 121,0   | 105,5   | 19.     | +1:34      | 22:31,2 | 24:05,2    | 13.        |
| Sébastien Lacroix                                                    | Normálsánc + 10 km | 94,5    | 112,0   | 28.     | +1:18      | 24:40,2 | 25:58,2    | 28.        |
| Sébastien Lacroix                                                    | Nagysánc + 10 km   | 120,0   | 98,0    | 31.     | +2:04      | 22:47,5 | 24:51,5    | 21.        |
| Maxime Laheurte                                                      | Normálsánc + 10 km | 97,0    | 117,3   | =17.    | +0:57      | 24:05,4 | 25:02,4    | 17.        |
| Maxime Laheurte                                                      | Nagysánc + 10 km   | 125,0   | 108,0   | 15.     | +1:24      | 23:55,6 | 25:19,6    | 27.        |
| Jason Lamy-Chappuis                                                  | Normálsánc + 10 km | 98,5    | 123,7   | 8.      | +0:31      | 25:56,7 | 26:27,7    | 35.        |
| Jason Lamy-Chappuis                                                  | Nagysánc + 10 km   | 133,5   | 120,7   | 5.      | +0:33      | 23:10,9 | 23:43,9    | 7.         |
| Sébastien Lacroix François Braud Maxime Laheurte Jason Lamy-Chappuis | Csapat             | –       | 455,2   | 4.      | +0:35      | 47:51,3 | 48:26,3    | 4.         |

## Gyorskorcsolya
Férfi
| Versenyző      | Versenyszám | Eredmény   | Helyezés   |
| -------------- | ----------- | ---------- | ---------- |
| Benjamin Macé  | 1000 m      | 1:10,80    | 29.        |
| Benjamin Macé  | 1500 m      | 1:49,34    | 32.        |
| Alexis Contin  | 5000 m      | nem indult | nem indult |
| Ewen Fernandez | 5000 m      | 6:31,08    | 18.        |
| Ewen Fernandez | 1500 m      | 1:52,70    | 40.        |

Csapatverseny
| Versenyző                                  | Versenyszám | Negyeddöntő                                                              | Negyeddöntő | Elődöntő     | Elődöntő  | Döntő | Döntő                                                                         | Döntő     | Helyezés |
| Versenyző                                  | Versenyszám | Ellenfél Idő                                                             | Saját idő   | Ellenfél Idő | Saját idő | Típus | Ellenfél Idő                                                                  | Saját idő | Helyezés |
| ------------------------------------------ | ----------- | ------------------------------------------------------------------------ | ----------- | ------------ | --------- | ----- | ----------------------------------------------------------------------------- | --------- | -------- |
| Alexis Contin Ewen Fernandez Benjamin Macé | Férfi       | Hollandia (NED) · Jan Blokhuijsen · Sven Kramer · Koen Verweij · 3:44,48 | 3:53,17     |              |           | D     | Egyesült Államok (USA) · Brian Hansen · Jonathan Kuck · Joey Mantia · 3:46,50 | 3:51,76   | 8.       |

## Műkorcsolya
| Versenyző                     | Versenyszám  | Rövid program | Rövid program | Kűr    | Kűr   | Összesítés | Összesítés |
| Versenyző                     | Versenyszám  | Pont          | Hely.         | Pont   | Hely. | Pont       | Helyezés   |
| ----------------------------- | ------------ | ------------- | ------------- | ------ | ----- | ---------- | ---------- |
| Brian Joubert                 | Férfi egyéni | 85,84         | 7.            | 145,93 | 14.   | 231,77     | 13.        |
| Florent Amodio                | Férfi egyéni | 75,58         | 14.           | 123,06 | 18.   | 198,64     | 18.        |
| Maé-Bérénice Méité            | Női egyéni   | 58,63         | 9.            | 115,90 | 11.   | 174,53     | 10.        |
| Vanessa James / Morgan Cipres | Páros        | 65,36         | 10.           | 114,07 | 11.   | 179,43     | 10.        |

| Versenyző                          | Versenyszám | Eredeti (original) tánc | Eredeti (original) tánc | Kűr    | Kűr   | Összesítés | Összesítés |
| Versenyző                          | Versenyszám | Pont                    | Hely.                   | Pont   | Hely. | Pont       | Helyezés   |
| ---------------------------------- | ----------- | ----------------------- | ----------------------- | ------ | ----- | ---------- | ---------- |
| Pernelle Carron / Lloyd Jones      | Jégtánc     | 58,25                   | 13.                     | 84,62  | 15.   | 142,87     | 15.        |
| Nathalie Péchalat / Fabian Bourzat | Jégtánc     | 72,78                   | 4.                      | 104,44 | 4.    | 177,22     | 4.         |

| Versenyző | Versenyszám   | Rövid program | Rövid program | Rövid program | Rövid program | Rövid program | Rövid program | Kűr         | Kűr         | Kűr         | Kűr         | Összesen | Összesen |
| Versenyző | Versenyszám   | Férfi         | Páros         | Jégtánc       | Női           | Összesen      | Összesen      | Páros       | Férfi       | Jégtánc     | Női         | Összesen | Összesen |
| Versenyző | Versenyszám   | Pont Csapat   | Pont Csapat   | Pont Csapat   | Pont Csapat   | Pont          | Hely.         | Pont Csapat | Pont Csapat | Pont Csapat | Pont Csapat | Pont     | Hely.    |
| --- | ------------- | ------------- | ------------- | ------------- | ------------- | ------------- | ------------- | ----------- | ----------- | ----------- | ----------- | -------- | -------- |
| Florent Amodio (F) Maé-Bérénice Meite (N) Vanessa James / Morgan Cipres (P) Nathalie Péchalat / Fabian Bourzat (J) | Csapatverseny | 79,93 6       | 57,45 4       | 69,15 7       | 55,45 5       | 22            | 6.            | kiesett     | kiesett     | kiesett     | kiesett     | kiesett  | kiesett  |

## Rövidpályás gyorskorcsolya
Férfi
| Versenyző          | Versenyszám | Előfutam | Előfutam | Negyeddöntő | Negyeddöntő | Elődöntő | Elődöntő | B döntő  | B döntő | Döntő   | Döntő   | Helyezés |
| Versenyző          | Versenyszám | Idő      | Hely.    | Idő         | Hely.       | Idő      | Hely.    | Idő      | Hely.   | Idő     | Hely.   | Helyezés |
| ------------------ | ----------- | -------- | -------- | ----------- | ----------- | -------- | -------- | -------- | ------- | ------- | ------- | -------- |
| Maxime Chataignier | 1000 m      | 2:20,479 | 4.       | kiesett     | kiesett     | kiesett  | kiesett  | kiesett  | kiesett | kiesett | kiesett | 31.      |
| Maxime Chataignier | 1500 m      | 2:17,938 | 4.       | kiesett     | kiesett     | kiesett  | kiesett  | kiesett  | kiesett | kiesett | kiesett | 23.      |
| Thibaut Fauconnet  | 500 m       | 42,368   | 4.       | kiesett     | kiesett     | kiesett  | kiesett  | kiesett  | kiesett | kiesett | kiesett | 26.      |
| Thibaut Fauconnet  | 1000 m      | 2:00,795 | 4.       | kiesett     | kiesett     | kiesett  | kiesett  | kiesett  | kiesett | kiesett | kiesett | 30.      |
| Thibaut Fauconnet  | 1500 m      | 2:14,054 | 3.       |             |             | büntetés | büntetés | kiesett  | kiesett | kiesett | kiesett | 18.      |
| Sébastien Lepape   | 500 m       | 42,167   | 3.       | kiesett     | kiesett     | kiesett  | kiesett  | kiesett  | kiesett | kiesett | kiesett | 22.      |
| Sébastien Lepape   | 1000 m      | 1:49,311 | 3. ADV   | 1:25,368    | 3.          | kiesett  | kiesett  | kiesett  | kiesett | kiesett | kiesett | 12.      |
| Sébastien Lepape   | 1500 m      | 2:15,806 | 3.       |             |             | 2:23,995 | 3.       | 2:21,483 | 1.      |         |         | 8.       |

Női
| Versenyző         | Versenyszám | Előfutam | Előfutam | Negyeddöntő | Negyeddöntő | Elődöntő | Elődöntő | B döntő  | B döntő | Döntő   | Döntő   | Helyezés |
| Versenyző         | Versenyszám | Idő      | Hely.    | Idő         | Hely.       | Idő      | Hely.    | Idő      | Hely.   | Idő     | Hely.   | Helyezés |
| ----------------- | ----------- | -------- | -------- | ----------- | ----------- | -------- | -------- | -------- | ------- | ------- | ------- | -------- |
| Véronique Pierron | 500 m       | 1:12,278 | 4.       | kiesett     | kiesett     | kiesett  | kiesett  | kiesett  | kiesett | kiesett | kiesett | 29.      |
| Véronique Pierron | 1000 m      | 1:33,022 | 2.       | büntetés    | büntetés    | kiesett  | kiesett  | kiesett  | kiesett | kiesett | kiesett | 17.      |
| Véronique Pierron | 1500 m      | 2:55,658 | 5. ADV   |             |             | 2:20,216 | 4.       | 2:26,066 | 5.      |         |         | 10.      |

## Síakrobatika
Akrobatika
| Versenyző        | Versenyszám      | Selejtező | Selejtező | Selejtező | Döntő      | Döntő      | Döntő    |
| Versenyző        | Versenyszám      | 1. futam  | 2. futam  | Hely.     | 1. futam   | 2. futam   | Helyezés |
| ---------------- | ---------------- | --------- | --------- | --------- | ---------- | ---------- | -------- |
| Kévin Rolland    | Férfi félcső     | 84,80     | 68,80     | 4.        | 88,60      | 29,80      |          |
| Benoit Valentin  | Férfi félcső     | 87,00     | 1,00      | 3.        | 10,00      | 61,00      | 10.      |
| Thomas Krief     | Férfi félcső     | 74,80     | 69,60     | 11.       | 4,60       | 28,60      | 11.      |
| Xavier Bertoni   | Férfi félcső     | 53,40     | 51,60     | 21.       | kiesett    | kiesett    | kiesett  |
| Marie Martinod   | Női félcső       | 84,80     | 88,40     | 1.        | 84,80      | 85,40      |          |
| Anaïs Caradeux   | Női félcső       | 74,40     | 6,40      | 9.        | nem indult | nem indult | 12.      |
| Jérémy Pancras   | Férfi slopestyle | 68,00     | 69,40     | 19.       | kiesett    | kiesett    | kiesett  |
| Antoine Adelisse | Férfi slopestyle | 54,20     | 50,40     | 27.       | kiesett    | kiesett    | kiesett  |
| Jules Bonnaire   | Férfi slopestyle | 2,20      | 40,00     | 30.       | kiesett    | kiesett    | kiesett  |

Mogul
| Versenyző       | Versenyszám | Selejtező     | Selejtező     | Selejtező     | Selejtező | Selejtező | Selejtező | Döntő    | Döntő    | Döntő    | Döntő    | Döntő    | Döntő    | Döntő    | Döntő    | Helyezés |
| Versenyző       | Versenyszám | 1. futam      | 1. futam      | 1. futam      | 2. futam  | 2. futam  | 2. futam  | 1. futam | 1. futam | 1. futam | 2. futam | 2. futam | 2. futam | 3. futam | 3. futam | Helyezés |
| Versenyző       | Versenyszám | Idő           | Pont          | Hely.         | Idő       | Pont      | Hely.     | Idő      | Pont     | Hely.    | Idő      | Pont     | Hely.    | Idő      | Pont     | Helyezés |
| --------------- | ----------- | ------------- | ------------- | ------------- | --------- | --------- | --------- | -------- | -------- | -------- | -------- | -------- | -------- | -------- | -------- | -------- |
| Anthony Benna   | Férfi       | 24,15         | 18,46         | 22.           | 24,24     | 16,92     | 13.       | kiesett  | kiesett  | kiesett  | kiesett  | kiesett  | kiesett  | kiesett  | kiesett  | 23.      |
| Benjamin Cavet  | Férfi       | nem ért célba | nem ért célba | nem ért célba | 25,37     | 20,12     | 9.        | 25,85    | 22,97    | 6.       | 26,31    | 22,46    | 8.       | kiesett  | kiesett  | 8.       |
| Perrine Laffont | Női         | 31,92         | 21,34         | 5. D          |           |           |           | 32,82    | 18,78    | 14.      | kiesett  | kiesett  | kiesett  | kiesett  | kiesett  | 14.      |

Krossz
| Versenyző                | Versenyszám | Selejtező | Selejtező | Nyolcaddöntő | Negyeddöntő | Elődöntő | Döntő    | Helyezés |
| Versenyző                | Versenyszám | Idő       | Hely.     | Helyezés     | Helyezés    | Helyezés | Helyezés | Helyezés |
| ------------------------ | ----------- | --------- | --------- | ------------ | ----------- | -------- | -------- | -------- |
| Jean Frederic Chapuis    | Férfi       | 1:16,77   | 4.        | 1.           | 1.          | 1.       | 1.       |          |
| Arnaud Bovolenta         | Férfi       | 1:17,48   | 11.       | 2.           | 2.          | 2.       | 2.       |          |
| Jonas Devouassoux        | Férfi       | 1:18,32   | 21.       | 2.           | 3.          | kiesett  | kiesett  | 10.      |
| Jonathan Midol           | Férfi       | 1:19,57   | 29.       | 2.           | 2.          | 2.       | 3.       |          |
| Ophélie David            | Női         | 1:21,46   | 2.        | 1.           | 1.          | 2.       | 4.       | 4.       |
| Marielle Berger Sabbatel | Női         | 1:24,62   | 17.       | 3.           | kiesett     | kiesett  | kiesett  | 19.      |
| Alizée Baron             | Női         | 1:25,20   | 19.       | 3.           | kiesett     | kiesett  | kiesett  | 20.      |
| Marion Josserand         | Női         | 1:26,61   | 22.       | 4.           | kiesett     | kiesett  | kiesett  | 27.      |

## Sífutás
Férfi
| Versenyző                                                                   | Versenyszám     | Selejtező | Selejtező | Negyeddöntő | Negyeddöntő | Elődöntő | Elődöntő | Döntő      | Döntő    |
| Versenyző                                                                   | Versenyszám     | Idő       | Hely.     | Idő         | Hely.       | Idő      | Hely.    | Idő        | Helyezés |
| --------------------------------------------------------------------------- | --------------- | --------- | --------- | ----------- | ----------- | -------- | -------- | ---------- | -------- |
| Robin Duvillard                                                             | 50 km           |           |           |             |             |          |          | 1:47:10,1  | 6.       |
| Adrien Backscheider                                                         | 15 km           |           |           |             |             |          |          | 42:21,7    | 43.      |
| Jean-Marc Gaillard                                                          | 15 km           |           |           |             |             |          |          | 40:22,8    | 21.      |
| Jean-Marc Gaillard                                                          | 30 km           |           |           |             |             |          |          | 1:08:29,8  | 6.       |
| Jean-Marc Gaillard                                                          | 50 km           |           |           |             |             |          |          | 1:49:49,7  | 35.      |
| Maurice Manificat                                                           | 30 km           |           |           |             |             |          |          | 1:08:33,6  | 9.       |
| Maurice Manificat                                                           | 50 km           |           |           |             |             |          |          | 1:52:01,6  | 43.      |
| Ivan Perrillat Boiteux                                                      | 30 km           |           |           |             |             |          |          | 1:12:04,5  | 41.      |
| Ivan Perrillat Boiteux                                                      | 50 km           |           |           |             |             |          |          | 1:47:31,7  | 13.      |
| Cyril Miranda                                                               | 15 km           |           |           |             |             |          |          | 43:22,5    | 56.      |
| Cyril Miranda                                                               | Sprint          | 3:36,59   | 22.       | 3:37,57     | 3.          | kiesett  | kiesett  | kiesett    | 16.      |
| Renaud Jay                                                                  | Sprint          | 3:35,16   | 14.       | 3:37,00     | 3.          | kiesett  | kiesett  | kiesett    | 14.      |
| Cyril Gaillard                                                              | Sprint          | 3:37,86   | 29.       | 3:40,77     | 6.          | kiesett  | kiesett  | kiesett    | 30.      |
| Baptiste Gros                                                               | Sprint          | 3:40,54   | 40.       | kiesett     | kiesett     | kiesett  | kiesett  | kiesett    | 40.      |
| Maurice Manificat Jean-Marc Gaillard                                        | Csapatsprint    |           |           |             |             | 23:41,79 | 6.       | nem indult | 10.      |
| Jean-Marc Gaillard Maurice Manificat Robin Duvillard Ivan Perrillat Boiteux | 4 × 10 km váltó |           |           |             |             |          |          | 1:29:13,9  |          |

Női
| Versenyző                                                    | Versenyszám    | Selejtező | Selejtező | Negyeddöntő | Negyeddöntő | Elődöntő | Elődöntő | Döntő     | Döntő    |
| Versenyző                                                    | Versenyszám    | Idő       | Hely.     | Idő         | Hely.       | Idő      | Hely.    | Idő       | Helyezés |
| ------------------------------------------------------------ | -------------- | --------- | --------- | ----------- | ----------- | -------- | -------- | --------- | -------- |
| Coraline Hugue                                               | 15 km          |           |           |             |             |          |          | 40:33,1   | 22.      |
| Coraline Hugue                                               | 30 km          |           |           |             |             |          |          | 1:12:29,5 | 7.       |
| Anouk Faivre Picon                                           | 15 km          |           |           |             |             |          |          | 41:44,4   | 38.      |
| Anouk Faivre Picon                                           | 30 km          |           |           |             |             |          |          | 1:13:29,4 | 17.      |
| Célia Aymonier                                               | 10 km          |           |           |             |             |          |          | 30:45,8   | 27.      |
| Célia Aymonier                                               | 15 km          |           |           |             |             |          |          | 40:32,6   | 21.      |
| Célia Aymonier                                               | Sprint         | 2:42,57   | 40.       | kiesett     | kiesett     | kiesett  | kiesett  | kiesett   | 40.      |
| Aurore Jéan                                                  | 10 km          |           |           |             |             |          |          | 31:01,0   | 29.      |
| Aurore Jéan                                                  | 15 km          |           |           |             |             |          |          | 40:27,1   | 18.      |
| Aurore Jéan                                                  | 30 km          |           |           |             |             |          |          | 1:12:27,5 | 6.       |
| Aurore Jéan                                                  | Sprint         | 2:37,96   | 21.       | 2:35,55     | 3.          | 2:38,28  | 6.       | kiesett   | 12.      |
| Marion Buillet                                               | Sprint         | 2:41,30   | 36.       | kiesett     | kiesett     | kiesett  | kiesett  | kiesett   | 36.      |
| Aurore Jéan Célia Aymonier                                   | Csapatsprint   |           |           |             |             | 17:10,07 | 6.       | kiesett   | 12.      |
| Aurore Jéan Célia Aymonier Anouk Faivre Picon Coraline Hugue | 4 × 5 km váltó |           |           |             |             |          |          | 53:47,7   | 4.       |

## Síugrás
Férfi
| Versenyző           | Versenyszám | Selejtező | Selejtező | Selejtező | 1. ugrás | 1. ugrás | 1. ugrás | 2. ugrás | 2. ugrás | 2. ugrás | Összesítés | Összesítés |
| Versenyző           | Versenyszám | Táv       | Pont      | Hely.     | Táv      | Pont     | Hely.    | Táv      | Pont     | Hely.    | Pont       | Helyezés   |
| ------------------- | ----------- | --------- | --------- | --------- | -------- | -------- | -------- | -------- | -------- | -------- | ---------- | ---------- |
| Ronan Lamy Chappuis | Normálsánc  | 91,0      | 106,2     | 33.       | 91,0     | 111,0    | 40.      | kiesett  | kiesett  | kiesett  | kiesett    | kiesett    |
| Ronan Lamy Chappuis | Nagysánc    | 121,5     | 99,8      | 28.       | 125,0    | 108,2    | 36.      | kiesett  | kiesett  | kiesett  | kiesett    | kiesett    |

Női
| Versenyző     | Versenyszám | 1. ugrás | 1. ugrás | 1. ugrás | 2. ugrás | 2. ugrás | 2. ugrás | Összesítés | Összesítés |
| Versenyző     | Versenyszám | Táv      | Pont     | Hely.    | Táv      | Pont     | Hely.    | Pont       | Helyezés   |
| ------------- | ----------- | -------- | -------- | -------- | -------- | -------- | -------- | ---------- | ---------- |
| Coline Mattel | Normálsánc  | 99,5     | 125,7    | 2.       | 97,5     | 119,5    | 8.       | 245,2      |            |
| Julia Clair   | Normálsánc  | 95,5     | 113,8    | 18.      | 91,5     | 104,7    | 22.      | 218,5      | 19.        |
| Léa Lemare    | Normálsánc  | 93,0     | 107,9    | 22.      | 93,0     | 110,2    | 16.      | 218,1      | 20.        |

## Snowboard
Parallel
| Versenyző      | Versenyszám                 | Selejtező | Selejtező | Nyolcaddöntő                       | Negyeddöntő       | Elődöntő          | Döntő             | Helyezés |
| Versenyző      | Versenyszám                 | Idő       | Hely.     | Ellenfél Eredmény                  | Ellenfél Eredmény | Ellenfél Eredmény | Ellenfél Eredmény | Helyezés |
| -------------- | --------------------------- | --------- | --------- | ---------------------------------- | ----------------- | ----------------- | ----------------- | -------- |
| Sylvain Dufour | Férfi parallel slalom       | 59,43     | 10.       | Nevin Galmarini (SUI) · V kizárták | kiesett           | kiesett           | kiesett           | 11.      |
| Sylvain Dufour | Férfi parallel giant slalom | 1:39,76   | 15.       | Vic Wild (RUS) · V +5,65           | kiesett           | kiesett           | kiesett           | 16.      |

Akrobatika
| Versenyző        | Versenyszám    | Selejtező | Selejtező | Selejtező | Elődöntő | Elődöntő | Elődöntő | Döntő    | Döntő    | Helyezés |
| Versenyző        | Versenyszám    | 1. futam  | 2. futam  | Hely.     | 1. futam | 2. futam | Hely.    | 1. futam | 2. futam | Helyezés |
| ---------------- | -------------- | --------- | --------- | --------- | -------- | -------- | -------- | -------- | -------- | -------- |
| Arthur Longo     | Férfi halfpipe | 79,25     | 20,75     | 4.        | 12,00    | 31,75    | 11.      | kiesett  | kiesett  | 17.      |
| Johann Baisamy   | Férfi halfpipe | 71,25     | 36,75     | 9.        | 18,50    | 37,00    | 10.      | kiesett  | kiesett  | 16.      |
| Sophie Rodriguez | Női halfpipe   | 78,50     | 25,50     | 3.        |          |          |          | 77,75    | 79,50    | 7.       |
| Mirabelle Thovex | Női halfpipe   | 71,75     | 69,75     | 6.        | 70,75    | 39,75    | 5.       | 67,00    | 34,75    | 10.      |
| Clémence Grimal  | Női halfpipe   | 16,00     | 66,50     | 8.        | 14,00    | 38,25    | 8.       | kiesett  | kiesett  | 14.      |

Snowboard cross
| Versenyző            | Versenyszám | Selejtező | Selejtező | Nyolcaddöntő | Negyeddöntő | Elődöntő | Döntő       | Helyezés |
| Versenyző            | Versenyszám | Idő       | Hely.     | Helyezés     | Helyezés    | Helyezés | Helyezés    | Helyezés |
| -------------------- | ----------- | --------- | --------- | ------------ | ----------- | -------- | ----------- | -------- |
| Tony Ramoin          | Férfi       | törölve   | törölve   | 2.           | 5.          | kiesett  | kiesett     | 17.      |
| Pierre Vaultier      | Férfi       | törölve   | törölve   | 1.           | 1.          | 1.       | 1.          |          |
| Paul-Henri de Le Rue | Férfi       | törölve   | törölve   | 3.           | 2.          | 2.       | 4.          | 4.       |
| Charlotte Bankes     | Női         | 1:23,12   | 5.        |              | 5.          | kiesett  | kiesett     | 17.      |
| Nelly Moenne Loccoz  | Női         | 1:23,50   | 8.        |              | 2.          | 4.       | Kisdöntő 5. | 11.      |
| Chloé Trespeuch      | Női         | 1:23,43   | 13.       |              | 1.          | 2.       | 3.          |          |
| Déborah Anthonioz    | Női         | 1:24,23   | 16.       |              | 4.          | kiesett  | kiesett     | 15.      |

## Szánkó
| Versenyző        | Versenyszám | 1. futam | 1. futam | 2. futam | 2. futam | 3. futam | 3. futam | 4. futam | 4. futam | Összesítés | Összesítés |
| Versenyző        | Versenyszám | Idő      | Hely.    | Idő      | Hely.    | Idő      | Hely.    | Idő      | Hely.    | Idő        | Helyezés   |
| ---------------- | ----------- | -------- | -------- | -------- | -------- | -------- | -------- | -------- | -------- | ---------- | ---------- |
| Morgane Bonnefoy | Női egyes   | 51,820   | 26.      | 51,641   | 28.      | 51,948   | 27.      | 52,183   | 30.      | 3:27,592   | 27.        |